# Le Quesnel-Aubry
Le Quesnel-Aubry är en kommun i departementet Oise i regionen Hauts-de-France i norra Frankrike. Kommunen ligger i kantonen Froissy som tillhör arrondissementet Clermont. År 2022 hade Le Quesnel-Aubry 220 invånare.

## Befolkningsutveckling
Antalet invånare i kommunen Le Quesnel-Aubry
| Referens: INSEE |